# 簡慧敏
簡慧敏，JP（1968年—），香港建制派政治人物、執業律師，現任香港立法會議員（選舉委員會）及中銀香港總法律顧問。在2021年香港立法會選舉中，簡慧敏當選新設立的第七屆立法會選舉委員會界別議員，任期自2022年1月1日開始。
簡慧敏早年就讀庇理羅士女子中學，在香港大學法律學院取得法學士一級榮譽學位後，在1993年起為香港執業律師，1994年通過中國律師資格考試，翌年獲得中國律師資格，是首批考獲中港律師資格的港人。2001年擔任英國高偉紳律師行北京代表處首席代表，2003年出任律師行北京代表處主管合夥人。簡慧敏離開律師行後加入中銀香港，先後擔任法律服務中心總經理、法律合規與操作風險管理部總經理、公司總法律顧問。